# Табаево
Табаево — деревня Кораблинского района Рязанской области России. Входит в состав Пехлецкого сельского поселения.
Малая родина академика ВАСХНИЛ С. А. Удачина.

## География
Табаево находится в центральной части района, в 5 км к востоку от города Кораблино, районного центра.

### Уличная сеть
- ул. Табаевская — в честь именитого земляка
- ул. Солнечная

### Ближайшие населённые пункты
— село Пехлец в 500 м к северу по асфальтированной дороге;

— посёлок Газопровода примыкает с южной стороны.

## Население
| 1859 | 1897 | 1906 | 2010 |
| ---- | ---- | ---- | ---- |
| 155  | ↗544 | ↗622 | ↘113 |

## Инфраструктура
В Табаево находится молочно-товарная ферма СПК им. Чкалова.

## Транспорт
В непосредственной близости проходит автотрасса регионального значения Р-126 «Рязань-Ряжск», от которой отходит асфальтированное ответвление.
В деревне все улицы асфальтированы.